# Kretania pylaon
Pour les articles homonymes, voir Azuré des astragales.
Espèce
Kretania pylaon (anciennement Plebejus pylaon ; aussi appelé Azuré des astragales) est une espèce de lépidoptères de la famille des Lycaenidae et de la sous-famille des Polyommatinae. 

## Systématique

### Description originale
L'espèce Kretania pylaon a été décrite par Gotthelf Fischer von Waldheim en 1832, sous le nom initial de Lycaena pylaon. La localité type est la Russie méridionale,. 

### Placement générique
Cette espèce est attribuée à des genres différents en fonction des auteurs.
Ainsi, elle a longtemps été placée dans le genre Plebejus ou dans le genre Plebejides (lorsque ce dernier n'était pas traité comme un sous-genre de Plebejus) : on trouve donc souvent dans la littérature les combinaisons Plebejus pylaon et Plebejides pylaon,.
Le placement de l'espèce dans le genre Kretania est plus récent, et découle d'un remaniement taxonomique motivé par la phylogénétique moléculaire. 

### Contours de l'espèce
Le taxon traditionnellement appelé Plebejus pylaon a longtemps été considéré comme une espèce à vaste répartition regroupant un grand nombre de sous-espèces isolées à travers l'Eurasie. 
Cependant, plusieurs auteurs récents préfèrent voir là un complexe d'espèces, qui pourrait comporter jusqu'à 13 espèces distinctes, et où le nom de pylaon ne s'appliquerait donc qu'à un ensemble de populations plus restreint.
Cet éclatement du complexe pylaon conduit ainsi à élever au rang d'espèce les taxons suivants (entre autres) : 
- Kretania hesperica (Rambur, 1840) (= Plebejus pylaon hespericus) – Espagne
- Kretania sephirus (Frivaldszky, 1835) (= Plebejus pylaon sephirus) — Sud-Est de l'Europe, Asie Mineure, Caucase
- Kretania trappi (Verity, 1927) (= Plebejus pylaon trappi) – Alpes
- Kretania nicholli (Elwes, 1901) (= Plebejus pylaon nicholli ou nichollae) – Levant
- Kretania philbyi Graves, 1925 (= Plebejus pylaon philbyi) – Levant

Kretania pylaon au sens strict englobe toujours plusieurs sous-espèces. Sont notamment citées par Funet :
- Kretania pylaon pylaon (Fischer de Waldheim, 1832) – du Sud-Ouest de la Sibérie à l'Altaï
- Kretania pylaon cleopatra (Hemming, 1934) – Levant
- Kretania pylaon katunensis (Balint & Lukhtanov, 1990) – Altaï
- Kretania pylaon solimana (Forster, 1938)

Le débat taxonomique sur ce groupe reste cependant ouvert, et les contours des différentes espèces et sous-espèces sont encore mal fixés.

## Noms vernaculaires
Kretania pylaon au sens large est appelé en français « Azuré des astragales », en référence à ses plantes-hôtes. 
Mais dès lors que le groupe pylaon est éclaté en plusieurs espèces distinctes, certains auteurs réservent le nom d'Azuré des astragales à son représentant alpin Kretania trappi,.

## Description
L'imago de Kretania pylaon est un papillon de petite taille, qui présente un dimorphisme sexuel : le dessus du mâle est bleu-violet avec une bordure marginale noire et une frange blanche, tandis que celui de la femelle est brun et peut comporter, en fonction des sous-espèces et des individus, une suffusion basale bleue et/ou des lunules orange à l'angle anal des ailes postérieures.
Le revers des ailes a un fond gris beige orné de points basaux, discaux et postdiscaux noirs cerclés de blanc, d'une série de lunules submarginales orange bordées intérieurement de chevrons noirs et extérieurement de points marginaux noirs, et d'une série de marques blanches entre les chevrons submarginaux et les points postdiscaux.

## Distribution et biotopes
Dans son sens large, Kretania pylaon est réparti en petits isolats disséminés en Eurasie : en Espagne (K. p. hesperica), dans les Alpes suisses et italiennes (K. p. trappi), en Hongrie, dans les Balkans (K. p. sephirus : en Serbie, Macédoine, Bulgarie et Grèce), au Moyen-Orient, en Asie Mineure, dans le Sud de la Sibérie, le Nord de la Mongolie et l'Altaï,.
Ses habitats dépendent de la sous-espèce, mais il s'agit principalement de lieux herbus secs où croissent les Astragales dont se nourrissent les chenilles.
Kretania pylaon au sens strict est présent notamment dans le Sud de la Sibérie, au Kazakhstan et dans l'Altaï, et selon certains auteurs au Proche-Orient.

## Biologie

### Phénologie
L'espèce est univoltine et ses imagos peuvent être observés entre mai et août en fonction de la sous-espèce.

### Plantes-hôtes et myrmécophilie
Ses plantes-hôtes sont des astragales (Astragalus) : sont notamment citées Astragalus exscapus, A. dasyanthus, A. angustifolius et A. rumelica (pour K. p. sephirus) ; A. exscapus (pour K. p. trappi) ; et A. turolensis, A. alopecuroides et A. clusii (pour K. p. hesperica).
Les chenilles sont soignées par des fourmis : notamment Lasius niger, Bothriomyrmex gallicus, Tapinoma simrothi et Formica pratensis pour K. p. sephirus ; Formica lugubris et Formica lemani pour K. p. trappi ; et Formica cinerea, Formica subrufa, Crematogaster auberti et Plagiolepsis pygmaea pour K. p. hesperica.